# دستگاه اطلاعاتی بریتانیا (فیلم)
دستگاه اطلاعاتی بریتانیا (انگلیسی: British Intelligence) فیلمی در ژانر جاسوسی به کارگردانی تری او. مورس است که در سال ۱۹۴۰ منتشر شد. از بازیگران آن می‌توان به بوریس کارلوف و مارگارت لیندزی اشاره کرد.